# Gill Swerts
Gill Toby Todor Swerts (ur. 23 września 1982 w Brasschaat) – piłkarz belgijski grający na pozycji prawego obrońcy lub defensywnego pomocnika.

## Kariera klubowa
Karierę piłkarską Swerts rozpoczął w szkółce piłkarskiej KSK Beveren. Tam został wychwycony przez scoutów Feyenoordu i przeniósł się do tego klubu. W 2001 roku został wypożyczony do Excelsioru Rotterdam, satelickiego klubu Feyenoordu. 18 sierpnia tamtego roku zadebiutował w Eerstedivisie w wygranym 3:1 wyjazdowym spotkaniu ze Stormvogels Telstar. W Excelsiorze był podstawowym zawodnikiem i awansował z nim do pierwszej ligi holenderskiej, w której w barwach Excelsioru grał przez rok.
Latem 2003 roku Swerts wrócił do Feyenoordu i został członkiem pierwszej drużyny, prowadzonej wówczas przez trenera Berta van Marwijka. W barwach Feyenoordu po raz pierwszy wystąpił 28 września w zwycięskim 3:0 meczu z FC Zwolle. Rozegrał 17 spotkań w sezonie i zajął z Feyenoordem 3. miejsce w Eredivisie.
W 2004 roku Belg odszedł do ADO Den Haag, a 15 sierpnia rozegrał dla klubu z Hagi swój pierwszy mecz, przegrany 0:1 z FC Den Bosch. W ADO Den Haag spędził jeden sezon.
W 2005 roku Swerts ponownie zmienił barwy klubowe i odszedł do SBV Vitesse. 21 sierpnia zadebiutował w jego barwach w Eredivisie w przegranym 1:2 meczu z PSV Eindhoven. W Vitesse grał w podstawowym składzie, jednak niemal cały sezon 2006/2007 opuścił z powodu przewlekłej kontuzji.
W 2008 roku Gill odszedł na zasadzie wolnego transferu do AZ Alkmaar, prowadzonego przez Louisa van Gaala. W nowej drużynie po raz pierwszy wystąpił 31 sierpnia w meczu z NAC Breda (1:2). W latach 2011–2012 był zawodnikiem Feyenoordu, a w sezonie 2012/2013 grał w SønderjyskE Fodbold. Latem 2013 przeszedł do NAC Breda. W sezonie 2015/2016 grał w Notts County, a w sezonie 2016/2017 w RFC Seraing. W latach 2017–2019 grał w KFC Lille.
| Sezon   | Klub                | Kraj     | Rozgrywki     | Mecze | Bramki |
| ------- | ------------------- | -------- | ------------- | ----- | ------ |
| 2001/02 | SBV Excelsior       | Holandia | Eerstedivisie | 30    | 6      |
| 2002/03 | SBV Excelsior       | Holandia | Eredivisie    | 33    | 1      |
| 2003/04 | Feyenoord           | Holandia | Eredivisie    | 17    | 0      |
| 2004/05 | ADO Den Haag        | Holandia | Eredivisie    | 33    | 1      |
| 2005/06 | SBV Vitesse         | Holandia | Eredivisie    | 30    | 2      |
| 2006/07 | SBV Vitesse         | Holandia | Eredivisie    | 2     | 0      |
| 2007/08 | SBV Vitesse         | Holandia | Eredivisie    | 34    | 3      |
| 2008/09 | AZ Alkmaar          | Holandia | Eredivisie    | 27    | 2      |
| 2009/10 | AZ Alkmaar          | Holandia | Eredivisie    | 17    | 0      |
| 2010/11 | AZ Alkmaar          | Holandia | Eredivisie    | 1     | 0      |
| 2010/11 | Feyenoord           | Holandia | Eredivisie    | 10    | 1      |
| 2011/12 | Feyenoord           | Holandia | Eredivisie    | 3     | 0      |
| 2012/13 | SønderjyskE Fodbold | Dania    | Superligaen   | 14    | 0      |
| 2013/14 | NAC Breda           | Holandia | Eredivisie    | 15    | 0      |
| 2014/15 | NAC Breda           | Holandia | Eredivisie    | 16    | 0      |
| 2015/16 | Notts County        | Anglia   | League Two    | 12    | 0      |
| 2016/17 | RFC Seraing         | Belgia   | Nationaal 1   | 12    | 0      |
| 2017/18 | KFC Lille           | Belgia   | VI liga       | ?     | ?      |
| 2018/19 | KFC Lille           | Belgia   | VI liga       | ?     | ?      |

## Kariera reprezentacyjna
W reprezentacji Belgii Swerts zadebiutował 1 marca 2006 roku w wygranym 2:0 towarzyskim spotkaniu z Luksemburgiem.